# インターリングア世界連合
インターリングア世界連合 (UMI : Union Mundial pro Interlingua) は、国際補助語インターリングアの学習と使用を促進する国際的な非営利組織である。
UMIは、教科書や辞書その他刊行物をはじめとして言語に関する情報を全世界で同等にアクセスできるようにし、国際的コミュニケーションを目的とした言語利用を促進するために国際的協力を図る組織である。
UMIは五大陸に代表者を立てている。また、総裁、顧問役員、総書記、次席書記、管理人がUMIの活動を監督している。総書記は1国につき最大2名の代表者とともにインターリングアの国家間の代表を務め、長期的な方針について議論する。
UMIは月刊でパノラマ・イン・インターリングアを発行している。報道、インタビュー、本のレビューなどの国際情報をインターリングアで掲載したり、インターリングアを世界中に広めるための情報を掲載している。

## 歴史
UMIは1955年7月28日にフランス・トゥールのトゥール市庁舎で Ric Berger によって創設された。総裁は1955年から1970年まで Alexander Gode が、総書記は André Schild が務めた。

これまでに国際会議が開催されている：
- Tours (Francia) 1955
- Basel (Switza) 1957
- Tours (Francia) 1959
- Basel (Switza) 1971
- Norwich (Grande Britannia) 1974
- Sheffield (Grande Britannia) 1983
- Taastrup, Copenhagen (Danmark) 1985
- Paris (Francia) 1987
- Zwolle (Nederland) 1989
- Helsingborg (Svedia) 1991
- Borne (Nederland) 1993
- Praga (le Republica Tchec) 1995
- Strasburgo (Francia) 1997
- Focșani (Romania) 1999
- Gdańsk (Polonia) 2001
- Lovetch/Lowecz (Bulgaria) 2003
- Åsa, sud de Göteborg, (Svedia) 2005
- Kirchheimbolanden (Germania) 2009
- Chepelare (Bulgaria) 2011
- Åsa (Svedia) 2014
- Benidorm (Espania) 2015[1]

UMIは、フランス当局（エソンヌ県副知事）により、2006年8月3日に協会番号0911004931で登記された。